# Fort Berthold reservatet
Fort Berthold reservatet er det knap 4.000 km2 store område i North Dakota på begge sider af Missouri River, hvor arikaraerne, hidatsaerne og mandanerne lever.:188  Navnet skyldes de lokale handelsstationer Fort Berthold I og II, som de tre stammer handlede i fra 1846 og flere årtier frem.:5  Reservatet blev etableret den 12. april 1870, og det ligger i et område kendt og brugt af hidatsaerne fra gammel tid.:272  Efter landafståelser til USA i 1880, 1886 og 1891 fik det sine endelige grænser, men de brede floddale inde i reservatet langs Missouri River kom under vand ved dannelsen af Garrison Dam i starten af 1950erne.:Kort overfor 238  Hovedbyerne er New Town med stammerådet, Twin Buttes, White Shield (opkaldt efter en arikara-høvding) og Mandaree.

## Fort Laramie traktaten, 1851
Grænserne for størsteparten af de tre stammers territorium blev beskrevet i en traktat for første gang i 1851. Traktaten omhandlede ikke land nord og øst for Missouri River, så mandan- og hidatsaernes hovedby, Like-a-Fishhook Village, lå udenfor grænserne. Området var mere end 52.000 km2 stort og strakte sig vestpå fra North Dakota ind i både Montana og Wyoming.:272  Inden etableringen af Fort Berthold reservatet i 1870, mistede de tre stammer et lille kantområde ved USA's oprettelsen af Fort Buford Military Reservation med militærstationen Fort Buford i 1866.:113 

## Fort Berthold reservatet, 1870
Den 12. april 1870 blev Fort Berthold reservatet en realitet. USA vedtog en bestemmelse, der skar nogle af de sydligste dele af 1851-territoriet fra og førte dem over på amerikanske hænder.:112  Det sidste havde ikke meget praktisk betydning for hverken de tre stammer eller USA: Hele de tre stammers 1851-territorium var reelt overtaget af de fjendtligsindede lakotaer, hvem der så end havde papir på det.:108  USA anerkendte byindianernes ret til et område nord for Missouri River, så reservatet omfattede arealet med Like A Fishhook Village. Her holdt arikaraerne nu også til efter at have opgivet at bo i Star Village på sydbredden af Missouri River næsten overfor Like A Fishhook Village efter en kamp i byen med siouxer i 1862.:108 
Reservatet var på knap 32.000 km2.:272 

## Fort Berthold reservatet, 1880
Næste reduktion kom den 13. juli 1880. Det meste af området syd for Missouri River ændrede status til amerikansk territorium, så Fort Berthold reservatet nu udelukkende lå i North Dakota. Området var over 9.000 km2 stort,:273  idet tilføjet land nord for Missouri River opvejede noget af tabet rent arealmæssigt, om end ikke tilknytningsmæssigt for indianerne.:113 

## Fort Berthold reservatet, 1891
En ny aftale om bl.a. landafståelser indgået den 14. december 1886 mellem de tre stammer og USA blev først godkendt af kongressen fem år senere. Fort Berthold reservatet svandt ind til lige under 4.000 km2.:160  Aftalen medførte også en opdeling af reservatet i private jordlodder,:113  så hver familie ejede mindst 160 acre.:138  Med individuelt ejerskab af land fulgte statsborgerskab i USA.:156  Voksne i Fort Berthold reservatet havde nu ret til at stemme til f.eks. præsidentvalg, men de skulle så også betale skat.:181 

## Fort Berthold reservatet, 1910.
Skønt formelt en del af reservatet opkøbte nybyggere den allernordligste del og meget af den østlige del af det i tiden efter 1910.:272 

## Galleri
- Arikaraerne, hidatsaerne og mandanernes (“de tre stammers”) fællesområde som defineret i Fort Laramie traktaten (1851)
- De tre stammers nyoprettede fælles-reservat, Fort Berthold reservatet, i 1870
- Fort Berthold reservatet, 1880
- Fort Berthold reservatet, 1891
- Fort Berthold reservatet efter dannelsen af den kunstige sø Lake Sakakawea, der oversvømmede floddalene